# Mauricio Larriera
José Mauricio Larriera Dibarboure (ur. 26 sierpnia 1970 we Floridzie) – urugwajski piłkarz występujący na pozycji bocznego pomocnika, trener piłkarski, od 2025 roku prowadzi chilijski Everton Viña del Mar.

## Kariera klubowa
Larriera urodził się w miejscowości Florida. Dorastał jednak w trzech miastach – Floridzie, Playa Pascual i stołecznym Montevideo (w dzielnicy Conciliación), ze względu na częste przeprowadzki rodziców. Ostatnie lata szkolne (odebrał wykształcenie stomatologiczne) spędził w stolicy, gdzie grał w osiedlowych drużynach Olimpo i Garzón City. Następnie trenował w akademii juniorskiej klubu IA Sud América, by później powrócić do Floridy i dołączyć do tamtejszej ekipy CA Quilmes oraz występować w reprezentacji departamentu Florida. Jako osiemnastolatek przeniósł się do stołecznego zespołu Liverpool FC, gdzie jednak był wyłącznie członkiem rezerw i nie potrafił się przebić do pierwszej drużyny. Po odejściu z Liverpoolu bez większych sukcesów występował w ekipach z drugiej ligi urugwajskiej – kolejno CA Rentistas, Miramar Misiones, Central Español i Deportivo Maldonado.
Najlepsze lata swojej średnio udanej kariery piłkarskiej Larriera spędził w stołecznym Racing Club de Montevideo. Na koniec sezonu 1999 awansował z nim do pierwszej ligi, a tam pod okiem trenera Gerardo Pelusso dał się poznać jako solidny i dość bramkostrzelny prawy pomocnik. Po trzech latach w barwach Racingu (przez pewien czas pełnił tam rolę kapitana) powrócił do drugoligowego CA Rentistas, zaś karierę zakończył w wieku 34 lat w innym drugoligowym zespole – El Tanque Sisley. Mimo dosyć dużego potencjału, zdecydowaną większość swojej kariery w roli zawodnika spędził w drugiej lidze urugwajskiej.

## Kariera trenerska
Jeszcze jako profesjonalny zawodnik Larriera ukończył kurs trenerski, a pracę jako szkoleniowiec rozpoczął bezpośrednio po zakończeniu kariery, w swoim ostatnim klubie – drugoligowym El Tanque Sisley. Drużyna była wówczas pogrążona w dużych kłopotach finansowych, a wobec odejścia większości zawodników była zmuszona grać głównie juniorami. Po zajęciu przedostatniego miejsca w tabeli klub wycofał się z rozgrywek drugoligowych wobec zaległości pieniężnych.
Później Larriera z sukcesami pracował jako asystent trenera Gerardo Pelusso (swojego byłego przełożonego z reprezentacji Floridy, Liverpoolu i Racingu) w czołowych klubach Ameryki Południowej – kolejno w peruwiańskiej Alianzie Lima (2006–2007), urugwajskim Nacionalu (2007–2009), chilijskim Universidad de Chile (2010), paragwajskiej Olimpii (2011–2012), a także w reprezentacji Paragwaju (2012–2013). W roli najbliższego współpracownika w sztabie Pelusso wywalczył m.in. mistrzostwo Peru (2006), mistrzostwo Urugwaju (2009), mistrzostwo Paragwaju (2011) oraz dwukrotnie dotarł do półfinału Copa Libertadores (2009, 2010). Lokalne media często podkreślały wielką rolę Larriery w tych osiągnięciach, nazywając go „mózgiem Pelusso” i zwracając uwagę na charakteryzujące go fachowość, perfekcjonizm i dbałość o detale.
We wrześniu 2013 Larriera zastąpił Gualberto Jarę na stanowisku trenera paragwajskiej drużyny Club Sol de América. Poprowadził ją zaledwie w czterech spotkaniach (poniósł w nich komplet porażek), po czym wskutek konfliktów pomiędzy poszczególnymi członkami zarządu został zwolniony ze stanowiska. W styczniu 2014 powrócił do ojczyzny, zostając szkoleniowcem walczącego o utrzymanie Racing Club de Montevideo. Szybko odmienił grę zespołu i w wiosennej fazie Clausura zajął z nim bezpieczne siódme miejsce w lidze. Podczas jesiennej fazy Apertura prowadzony przez niego Racing spisał się jeszcze lepiej – okazał się rewelacją rozgrywek, plasując się na drugiej pozycji w tabeli. Bezpośrednio po osiągnięciu historycznego wyniku Larriera nie przedłużył wygasającego kontraktu z Racingiem, chcąc kontynuować karierę w mocniejszym klubie.
W styczniu 2015 Larriera objął czołowy urugwajski zespół – stołeczny Defensor Sporting. Tam także zanotował udany pobyt, zajmując wraz z podopiecznymi wysokie czwarte miejsce w tabeli. Za sprawą świetnej pracy w Racingu i Defensorze, Larriera został wybrany w oficjalnym plebiscycie Urugwajskiego Związku Piłki Nożnej (AUF) najlepszym trenerem ligi urugwajskiej w sezonie 2014/2015. Już po sześciu miesiącach zrezygnował jednak z pracy w Defensorze na rzecz lukratywnej oferty z Bliskiego Wschodu – w czerwcu 2015 podpisał dwuletnią umowę z katarskim Al-Wakrah SC. Prowadził go przez półtora roku z przeciętnym skutkiem – był chwalony przez katarskie media za metodologię pracy, lecz jego Al-Wakrah notował średnie wyniki i nie potrafił się włączyć do walki o cele ambitniejsze niż utrzymanie w lidze. W sezonie 2015/2016 zajął z drużyną jedenaste miejsce w tabeli i uchronił ją tym samym przed spadkiem. Został zwolniony w listopadzie 2016 po jedenastu meczach z rzędu bez zwycięstwa i różnicy zdań z zarządem.
W lipcu 2017 Larriera podpisał roczną umowę z argentyńskim średniakiem Godoy Cruz Antonio Tomba. Prowadził go z przeciętnymi wynikami przez pół roku i już w grudniu zdecydował się zrezygnować ze stanowiska, powołując się na niezrealizowanie postawionych przed drużyną celów sportowych. W czerwcu 2018 został szkoleniowcem chilijskiego CD O’Higgins, podpisując z nim półtoraroczny kontrakt. Zwolniono go jednak już po trzech miesiącach – jego drużyna notowała fatalne wyniki (sześć porażek w ośmiu meczach) i słabo prezentowała się na boisku. We wrześniu 2019 powrócił do ojczyzny, gdzie objął należący do czołówki Danubio FC. Również tutaj kontynuował swoją kiepską passę, notując raptem trzy zwycięstwa w piętnastu spotkaniach, co przełożyło się na bardzo słabe, trzynaste miejsce w tabeli. Bezpośrednio po tym odszedł z klubu, a następnie został trenerem niżej notowanego Montevideo Wanderers.